# Çökelek
Il Çökelek è un formaggio  turco e azero prodotto con latte coagulato. Esso si ottiene riscaldando ayran disidratato nel siero di latte. Questo formaggio si chiama hamçökelek a Silifke, keş nella regione di Anamur, minci (o "minzi") nel Mar Nero orientale, sürk nell'Hatay, ekşimik in Tracia, Şor in Azerbaigian. Esistono vari tipi di Çökelek a seconda della lavorazione del Çökelek grezzo e del materiale o del condimento aggiunti. Spesso è mescolato con cagliata a base di siero di latte; ma è diverso da essa. Nella cucina turca di solito è usato come farcitura di pide e börek. Viene anche usato per preparare il sıkma (colazione di dürüm nelle zone rurali della Turchia) con yufka e prezzemolo o cipolle verdi.
Un formaggio turco simile al Çökelek è il Sürk.